# Victoire Tomegah Dogbé

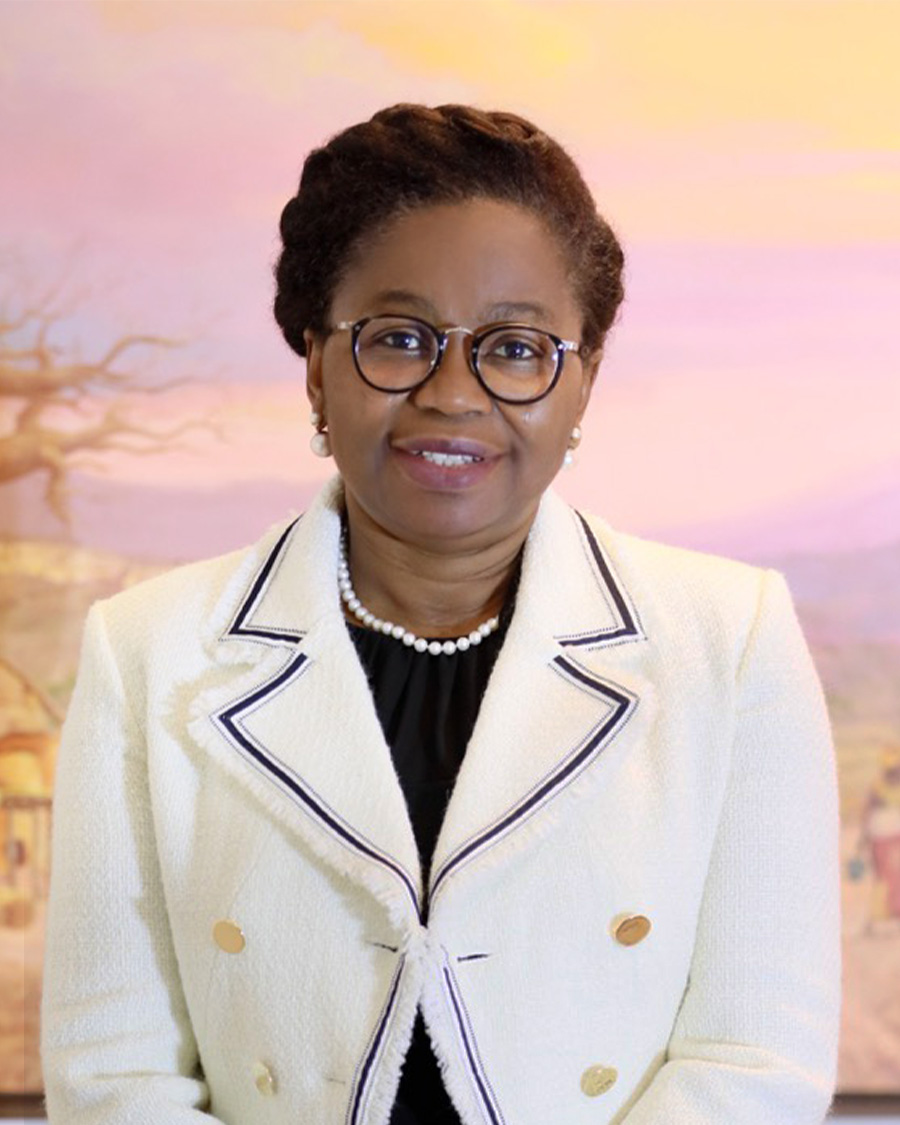
Victoire Tomegah Dogbé

Victoire Sidémého Dzidudu Dogbé Tomegah is een Togolees politica, die sinds 28 september 2020 premier is van Togo. Zij is de eerste vrouw in deze functie. Voordat zij premier werd, was Tomegah Dogbé minister van Door de gemeenschap geleide lokale ontwikkeling, Handwerknijverheid, Jeugd en Jeugdwerkgelegenheid in de regering van Komi Sélom Klassou en Stafchef van het kabinet van president Faure Eyadéma.

## Loopbaan
Toen zij in 2008 werkzaam was bij het VN-Ontwikkelingsprogramma in Benin vroegen Faure Eyadéma en Gilbert Houngbo haar om de portefeuille van de gedelegeerde minister van de premier op haar te nemen, verantwoordelijk voor Door de gemeenschap geleide lokale ontwikkeling, een nieuwe functie.
In 2010, na de herverkiezing van Faure Gnassingbé, werd Tomegah Dogbé aangewezen als minister voor Door de gemeenschap geleide lokale ontwikkeling, Jeugdhandwerksnijverheid en Jeugdwerkgelegenheid tijdens de tweede termijn van Gilbert Houngbo.  Zij hield deze functie tijdens het eerste premierschap van Kwesi Ahoomey-Zunu in 2012-2013 en tijdens het tweede kabinet van Ahoomey-Zunu (2013-2015). Na de presidentiële verkiezingen van april 2015 werd Komi Sélom Klassou door Ahoomey-Zunu vervangen als premier (5 juni 2015). Klaassou formeerde zijn kabinet nog dezelfde maand, en Tomegah Dogbé behield het ambt van minister van Door de gemeenschap geleide lokale ontwikkeling, Handwerknijverheid, Jeugd en Jeugdontwikkeling. 
- Dit artikel of een eerdere versie ervan is een (gedeeltelijke) vertaling van het artikel Victoire Tomegah Dogbé op de Engelstalige Wikipedia, dat onder de licentie Creative Commons Naamsvermelding/Gelijk delen valt. Zie de bewerkingsgeschiedenis aldaar.